# Docetaxel
Docetaxelul este un agent chimioterapic derivat de taxan și este utilizat în tratamentul unor cancere. Calea de administrare disponibilă este cea intravenoasă.
Molecula a fost patentată în 1986 și a fost aprobată pentru uz medical în anul 1995. Se află pe lista medicamentelor esențiale ale Organizației Mondiale a Sănătății. Este disponibil sub formă de medicament generic.

## Utilizări medicale
Docetaxelul este utilizat în tratamentul următoarelor forme de cancer:
- cancer mamar, în asociere cu doxorubicină și ciclofosfamidă
- cancer pulmonar, altul decât cel cu celule mici, în asociere cu cisplatină
- cancer de prostată, în asociere cu prednisonă sau prednisolonă
- cancer gastric, în asociere cu cisplatină și 5-fluorouracil
- cancer de cap și gât, în asociere cu cisplatină și 5-fluorouracil
- cancer ovarian, în asociere cu carboplatină

## Mecanism de acțiune
Molecula de docetaxel se leagă în mod reversibil de microtubulii fusului de diviziune, stabilizându-i și prevenind depolimerizarea sau dezasamblarea lor. Are loc astfel blocarea diviziunii celulare în metafază.